# Abacetus audax
Abacetus audax es una especie de escarabajo terrestre de la subfamilia Pterostichinae.  Fue descrito por Laferte-Senectere en 1853 y se encuentra en Chad y Costa de Marfil. 